# Indiranagara, Bhadravati
Indiranagara là một làng thuộc tehsil Bhadravati, huyện Shimoga, bang Karnataka, Ấn Độ.